# Woodstock (Novo Brunswick)
Woodstock é uma pequena cidade localizada no Condado de Carleton na província canadense de New Brunswick, no leste do Canadá.